# Гіппон (філософ)
Гіппон (грец. Ἵππων) — давньогрецький філософ 5 століття до н. е., досократик.
Античний філософ-неоплатонік Ямвліх згадує його у списку піфагорійців. Отримав прізвисько «безбожник». Згідно з Арістоксеном і Ямвлихом, походив із Самоса; згідно з Цензоріном — з Метапонту; згідно з Секстом Емпіриком, з Регії. Менон називає його «Кротонським». У зв'язку з цим деякі автори припускають, що можливо мова йде про різних осіб.
За початок усього, за одними даними, Гіппон вважав воду, за іншими, воду і вогонь, за третіми, землю. Велику увагу приділяв питанням біології та медицини, зокрема, проблемам ембріології. Твори Гіппона до нас не дійшли.